# Super Pit-goudmijn

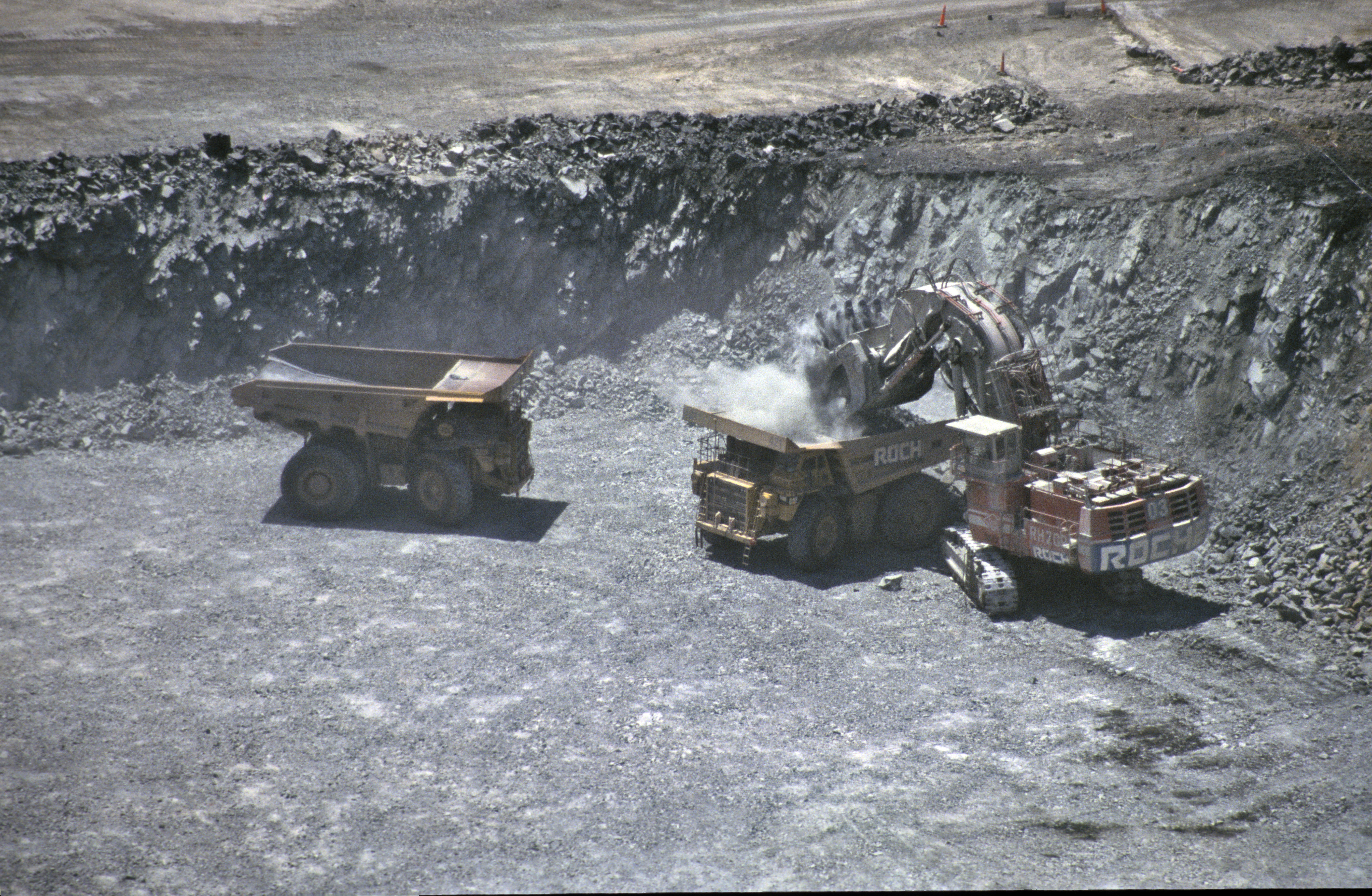
Vrachtwagens worden geladen

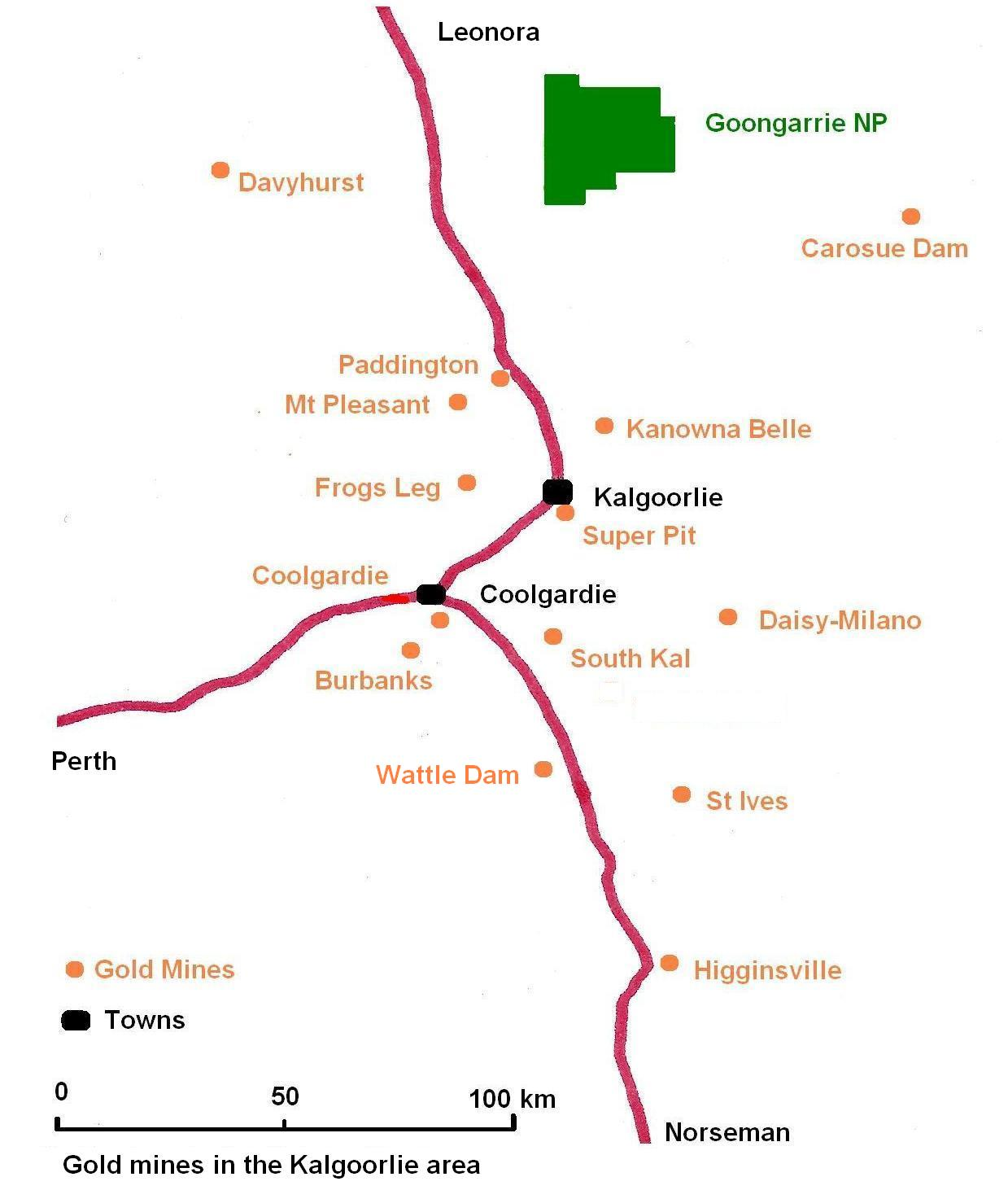
Kaart met goudmijnen in en om Kalgoorlie

De Super Pit goudmijn, waarvan de officiële naam Fimiston Open Pit luidt, is de grootste dagbouw goudmijn in Australië. De mijn ligt naast de Goldfields Highway en grenst direct ten zuidoosten aan de stad Kalgoorlie, West Australië. De mijn is langwerpig van vorm en is 3,8 kilometer lang en 1,35 kilometer breed. De bodem van de mijn ligt zo’n 500 meter onder het maaiveld.
De Super Pit is in handen van Kalgoorlie Consolidated Gold Mines Pty Ltd. De twee aandeelhouders in dit bedrijf zijn Barrick Gold Corporation en Newmont Mining Corporation die allebei een belang hebben van 50%. De mijn produceert tussen de 600.000 en 800.000 ounces goud per jaar en telt zo’n 550 medewerkers. De mijn ligt op 600 kilometer ten oosten van Perth.

## Geschiedenis
Rond 1890 werd het eerste goud aangetroffen en kwamen goudzoekers naar de regio. De mijn bestond aanvankelijk uit een aantal kleinere mijnen die zijn samengevoegd tot een groot geheel. De Super Pit kwam in handen van Kalgoorlie Consolidated Gold Mines (KCGM) in 1989. KCGM was een joint venture waarvan de aandelen in gelijke delen werd gehouden door Normandy Australia en Homestake Gold of Australia. In 2001 werd Homestake overgenomen door Barrick Gold en een paar maanden later kreeg Newmont de andere helft in handen na de overname van Normandy Mining in februari 2002. Een ondergrondse goudmijn, Mount Charlotte, behoort ook toe aan KCGM.

## Productie
In de mijn wordt het gesteente met explosieven losgemaakt. Grote grijpers laden zware vrachtwagens met erts die het naar boven brengen. Per jaar wordt zo’n 15 miljoen ton aan materiaal op deze wijze getransporteerd. Boven staan installaties om het goud aan het erts te onttrekken. Het gesteente wordt verpulverd en via baden wordt het goud van de rest van het materiaal gescheiden. Het goud wordt gesmolten en in staven gegoten. De mijn is continu in bedrijf.
In 2013 werd er 630.000 ounces goud geproduceerd en de nog aanwezige goudreserves werden getaxeerd op 7,4 miljoen ounces. De hoeveelheid goud per ton erts wordt geschat op 0,037 ounce. Het bedrijf verwacht tot 2029 goud te kunnen winnen uit de mijn.
In 2011 werd een nieuwe goudmijn van Newmont Mining officieel geopend. De Boddington mijn ligt 130 kilometer ten zuidoosten van Perth. Voor deze mijn wordt een jaarproductie van meer dan 1 miljoen ounces goud verwacht in de eerste vijf jaar na de opening. Hiermee verdringt Boddington de Super Pit van de eerste plaats.
| Jaar | Goudproductie (in ounces) | Gemiddeld goudgehalte (ounces / ton erts) | Productiekosten (in $ per ounce) |
| ---- | ------------------------- | ----------------------------------------- | -------------------------------- |
| 2005 | 834.000                   | 0,067                                     | 297                              |
| 2006 | 676.000                   | 0,062                                     | 458                              |
| 2007 | 608.000                   | 0,054                                     | 538                              |
| 2008 | 606.000                   | 0,055                                     | 665                              |
| 2009 | 690.000                   | 0,061                                     | 648                              |
| 2010 | 788.000                   | 0,067                                     | 586                              |
| 2011 | 794.000                   | 0,070                                     | 582                              |
| 2012 | 654.000                   | 0,060                                     | 661                              |
| 2013 | 630.000                   | 0,057                                     | 775                              |
| 2014 | 652.000                   | 2,01                                      | 944                              |
| 2015 | 640.000                   | 2,28                                      | 986                              |
| 2016 | 752.000                   | 2,18                                      | 774                              |